# Azurina
Azurina é um gênero de peixes donzela da família Pomacentridae encontrados na região Centro-Leste do Pacífico.

## Espécies
- Azurina eupalama
- Azurina hirundo